# Іватані Тосіо
Тосіо Іватані (яп. 岩谷 俊夫, нар. 24 жовтня 1925, Кобе — пом. 1 березня 1970, Токіо) — японський футболіст, що грав на позиції нападника.
Виступав за клуб «Осака», а також національну збірну Японії.

## Клубна кар'єра
Народився 24 жовтня 1925 року в місті Кобе. Вихованець футбольної команди Університету Васеда. У професійному футболі грав за команду клубу «Осака».
Помер 1 березня 1970 року на 45-му році життя через пухлину головного мозку.

## Виступи за збірну
1951 року дебютував в офіційних матчах у складі національної збірної Японії. Протягом кар'єри у національній команді, яка тривала 6 років, провів у формі головної команди країни лише 8 матчів, забивши 4 голи.

### Матчі за збірну
| Японія | Японія | Японія |
| Рік    | Матчі  | Голи   |
| ------ | ------ | ------ |
| 1951   | 3      | 2      |
| 1952   | 0      | 0      |
| 1953   | 0      | 0      |
| 1954   | 2      | 2      |
| 1955   | 2      | 0      |
| 1956   | 1      | 0      |
| Усього | 8      | 4      |

## Титули і досягнення
- Бронзовий призер Азійських ігор: 1951